# Nabagram
Nabagram è una suddivisione dell'India, classificata come census town, di 5.642 abitanti, situata nel distretto di Purulia, nello stato federato del Bengala Occidentale. In base al numero di abitanti la città rientra nella classe V (da 5.000 a 9.999 persone).

## Geografia fisica
La città è situata a 22° 17' 17 N e 88° 30' 33 E e ha un'altitudine di 5 m s.l.m..

## Società

### Evoluzione demografica
Al censimento del 2001 la popolazione di Nabagram assommava a 5.642 persone, delle quali 3.002 maschi e 2.640 femmine. I bambini di età inferiore o uguale ai sei anni assommavano a 843, dei quali 436 maschi e 407 femmine. Infine, coloro che erano in grado di saper almeno leggere e scrivere erano 3.278, dei quali 2.126 maschi e 1.152 femmine.